# Royal Rumble (2025)
Royal Rumble (2025), também promovido como Royal Rumble: Indianapolis, foi um evento de luta livre profissional produzido pela WWE. Foi o 38º evento anual Royal Rumble e aconteceu no sábado, em 1 de fevereiro de 2025, no Lucas Oil Stadium em Indianapolis, Indiana, marcando o primeiro Royal Rumble a não acontecer no mês de janeiro. O evento foi transmitido via pay-per-view e transmissão ao vivo, apresentando lutadores das divisões Raw e SmackDown. Este também foi o primeiro evento da WWE a ser transmitido em PPV e livestreaming na Netflix na maioria dos mercados fora dos EUA, após a migração da WWE Network para o serviço em janeiro de 2025.
O evento é baseado na luta Royal Rumble, e o vencedor tradicionalmente recebe uma luta pelo título mundial na WrestleMania daquele ano. Para o evento de 2025, os vencedores das lutas masculina e feminina podem escolher qual campeonato disputar na WrestleMania 41. Os homens podem escolher disputar o Campeonato Mundial dos Pesos Pesados do Raw ou o Campeonato Indiscutível da WWE do SmackDown, enquanto as mulheres podem escolher entre o Campeonato Mundial Feminino do Raw e o Campeonato Feminino da WWE do SmackDown. O combate feminino, que foi a luta de abertura, foi vencido por Charlotte Flair do SmackDown, fazendo dela a primeira vencedora de dois Royal Rumbles femininos, tendo conquistado pela primeira vez em 2020. Já o combate masculino, que foi o evento principal do card, foi vencido por Jey Uso, do Raw. No combate feminino, Roxanne Perez, do NXT, estabeleceu o recorde de maior tempo passado em uma única Royal Rumble feminina, com 1:07:47, enquanto Nia Jax estabeleceu o recorde de mais eliminações em uma única Rumble feminina, com nove eliminações. A luta masculina também quebrou o recorde de maior duração de Royal Rumble já realizada, com 1:20:15.
Além das duas lutas do Royal Rumble, outras duas lutas foram disputadas no card, que eram pelos campeonatos do SmackDown. Na primeira, o #DIY (Johnny Gargano e Tommaso Ciampa) derrotaram os Motor City Machine Guns (Alex Shelley e Chris Sabin) por 2-1 em uma luta de duas quedas para reter o Campeonato de Duplas da WWE, enquanto Cody Rhodes derrotou Kevin Owens em uma luta de escadas para reter o Campeonato Indiscutível da WWE. O evento também contou com os retornos de Flair, Alexa Bliss, Nikki Bella, AJ Styles e Trish Stratus, além de uma aparição do campeão mundial da TNA, Joe Hendry. Esta também foi a última aparição de John Cena no Royal Rumble, devido à sua aposentadoria da luta livre profissional no final de 2025.

## Produção

### Introdução

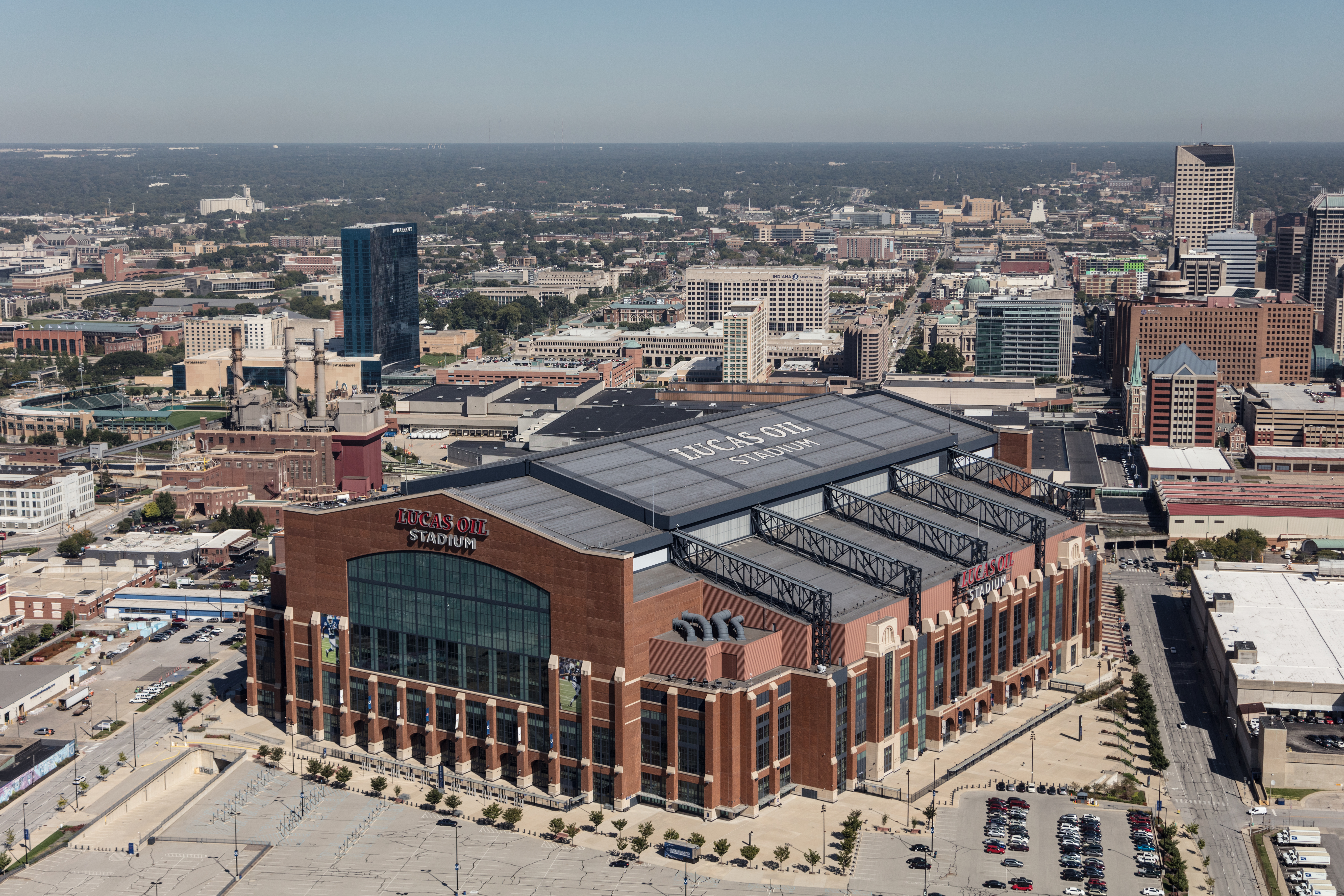
O evento foi realizado no Lucas Oil Stadium em Indianápolis, Indiana.

O Royal Rumble é um evento anual de luta profissional produzido todo mês de janeiro pela WWE desde 1988. É um dos cinco maiores eventos do ano da promoção, junto com WrestleMania, SummerSlam, Survivor Series e Money in the Bank, conhecido como "Cinco Grandes". O conceito do evento é baseado na luta Royal Rumble, uma batalha real modificada na qual os participantes entram em intervalos cronometrados, em vez de todos começarem no ringue ao mesmo tempo.
Desde sua criação em 1988 até o evento de 2024, o Royal Rumble foi realizado anualmente no final de janeiro. Em 24 de junho de 2024, a WWE anunciou uma parceria com o Indiana Sports Corp, garantindo que o Royal Rumble de 2025, além de uma futura WrestleMania e um futuro SummerSlam, ocorra no Lucas Oil Stadium, em Indianápolis, Indiana. A data para a 38ª edição foi marcada para sábado, 1º de fevereiro, sendo a primeira vez que o evento foi realizado fora de janeiro. Ele contou com lutadores das divisões Raw e SmackDown e foi transmitido em pay-per-view e também via transmissão ao vivo no Peacock, Binge, na Austrália e Netflix em diversos mercados internacionais, marcando o primeiro evento de PPV e livestreaming da WWE a ser transmitido na Netflix após a fusão da WWE Network com o serviço em janeiro de 2025. Os ingressos ficaram disponíveis a partir de 15 de novembro de 2024. A música tema oficial do evento foi "Von Dutch" de Charli XCX.
A luta Royal Rumble geralmente apresenta 30 lutadores e o vencedor tradicionalmente ganha uma luta pelo título mundial na WrestleMania daquele ano. Para 2025, os homens e as mulheres poderiam escolher qual campeonato mundial disputar na WrestleMania 41; os homens poderiam escolher disputar o Campeonato Mundial de Pesos Pesados do Raw ou o Campeonato Indiscutível da WWE do SmackDown, enquanto as mulheres poderiam escolher entre o Campeonato Mundial Feminino do Raw e o Campeonato Feminino da WWE do SmackDown.

### Meios de transmissão
Além de ser transmitido mundialmente via pay-per-view (PPV) tradicional, o evento esteve disponível para streaming ao vivo no Peacock nos Estados Unidos, na Netflix na maioria dos mercados internacionais e na WWE Network nos países que ainda não haviam migrado para a Netflix devido a contratos preexistentes. Este foi o primeiro Royal Rumble e o primeiro evento de PPV e streaming ao vivo da WWE a ser transmitido na Netflix após a fusão da WWE Network com o serviço em janeiro de 2025 nessas regiões.
Em 9 de janeiro de 2025, a WWE anunciou um acordo de vários anos com a Cosm, no qual eventos selecionados de PPV e livestreaming da WWE seriam transmitidos a partir dos "domos imersivos de realidade compartilhada" da Cosm, com locais em Los Angeles, Califórnia, e Dallas, Texas (semelhante à Sphere de Las Vegas). O primeiro evento da WWE a ser transmitido a partir dos domos da Cosm foi o Royal Rumble de 2025.

### Histórias
O card incluiu lutas resultantes de histórias roteirizadas. Os resultados foram predeterminados pelos escritores da WWE nas marcas Raw e SmackDown, enquanto as histórias foram produzidas nos programas semanais de televisão da WWE, Monday Night Raw e Friday Night SmackDown.
Em 13 de novembro de 2024, foi anunciado que John Cena competirá no Royal Rumble, o que, por sua vez, será sua última participação no Royal Rumble, já que Cena anunciou no Money in the Bank de 2024 que se aposentaria no final de 2025. No dia 6 de janeiro, na estreia do Raw na Netflix, Cena anunciou que competiria na luta Royal Rumble.
No evento Bad Blood em outubro, o campeão indiscutível da WWE, Cody Rhodes, deixou de lado suas diferenças com seu rival de longa data Roman Reigns para enfrentar The Bloodline (Solo Sikoa e Jacob Fatu) em uma luta de duplas, que foi vencida por Rhodes e Reigns. Após o evento, fãs capturaram imagens de Kevin Owens tendo uma altercação com Rhodes no estacionamento enquanto ele estava entrando em seu ônibus, o que culminou em Owens atacando Rhodes, virando vilão no processo. Owens considerou que a parceria de Rhodes com Reigns era uma traição, devido aos conflitos passados de Owens com Reigns e com a Bloodline original. Rhodes e Owens eventualmente se enfrentaram no Saturday Night's Main Event em 14 de dezembro pelo título, e devido ao tema retrô dos anos 1980 do evento, Rhodes usou o cinturão Winged Eagle da WWE. Durante a luta, Owens aplicou um Stunner em Rhodes, o que derrubou o árbitro, que foi jogado para fora do ringue. Enquanto o árbitro ainda estava incapacitado, Owens pegou uma cadeira e tentou atacar Rhodes, mas Rhodes a tomou dele e executou um Cross Rhodes sobre Owens em cima da cadeira. O árbitro se recuperou e contou o pin, garantindo que Rhodes mantivesse o título. Após o evento sair do ar, Owens atacou Rhodes com um package piledriver e roubou o cinturão Winged Eagle, depois se proclamando o "verdadeiro campeão". No episódio de 27 de dezembro do SmackDown, o gerente geral da marca, Nick Aldis, exigiu que Owens devolvesse o cinturão Winged Eagle ou seria demitido. Owens disse que só devolveria o cinturão se recebesse uma revanche contra Rhodes. Aldis recusou e afirmou que a exigência não era negociável. Rhodes interrompeu e declarou que não queria que Owens se fizesse de mártir ao ser forçado a devolver o cinturão. Em vez disso, ele queria uma chance de se vingar de Owens e tomar o cinturão de volta ele mesmo. Assim, Rhodes propôs uma luta de escadas no Royal Rumble, com ambos os cinturões, o Indiscutível e o Winged Eagle, suspensos acima do ringue, e o vencedor ficando com ambos, o que Aldis oficializou.
Após perderem o Campeonato de Duplas da WWE em agosto de 2024, #DIY (Tommaso Ciampa e Johnny Gargano) juraram fazer o que fosse necessário para recuperar os títulos. No entanto, durante esse período, surgiram sinais de dissensão entre Ciampa e Gargano, pois o primeiro adotou um personagem mais agressivo. No episódio de 15 de novembro do SmackDown, Ciampa interrompeu uma luta pelo título entre The Street Profits (Angelo Dawkins e Montez Ford) e os campeões defensores Motor City Machine Guns (Alex Shelley e Chris Sabin), atacando ambas as equipes enquanto Gargano tentava acalmá-lo, intensificando a dissensão entre os dois. No episódio de 6 de dezembro, #DIY derrotou os Motor City Machine Guns para recuperar os títulos depois que Gargano deu um low blow em Sabin, revelando que a dissensão era uma farsa, fazendo ambos os homens virarem vilões no processo. Uma revanche entre as duas equipes aconteceu no episódio de 3 de janeiro de 2025, mas a luta terminou sem vencedor após uma briga entre Los Garza (Angel e Berto) e Pretty Deadly (Elton Prince e Kit Wilson) se espalhar para o ringue. No episódio de 17 de janeiro, os Motor City Machine Guns derrotaram Los Garza e, no episódio seguinte, derrotaram Pretty Deadly. Mais tarde naquela noite, os Motor City Machine Guns anunciaram que #DIY defenderia os títulos contra eles no Royal Rumble em uma luta de duas quedas, o que foi oficializado.

## Evento

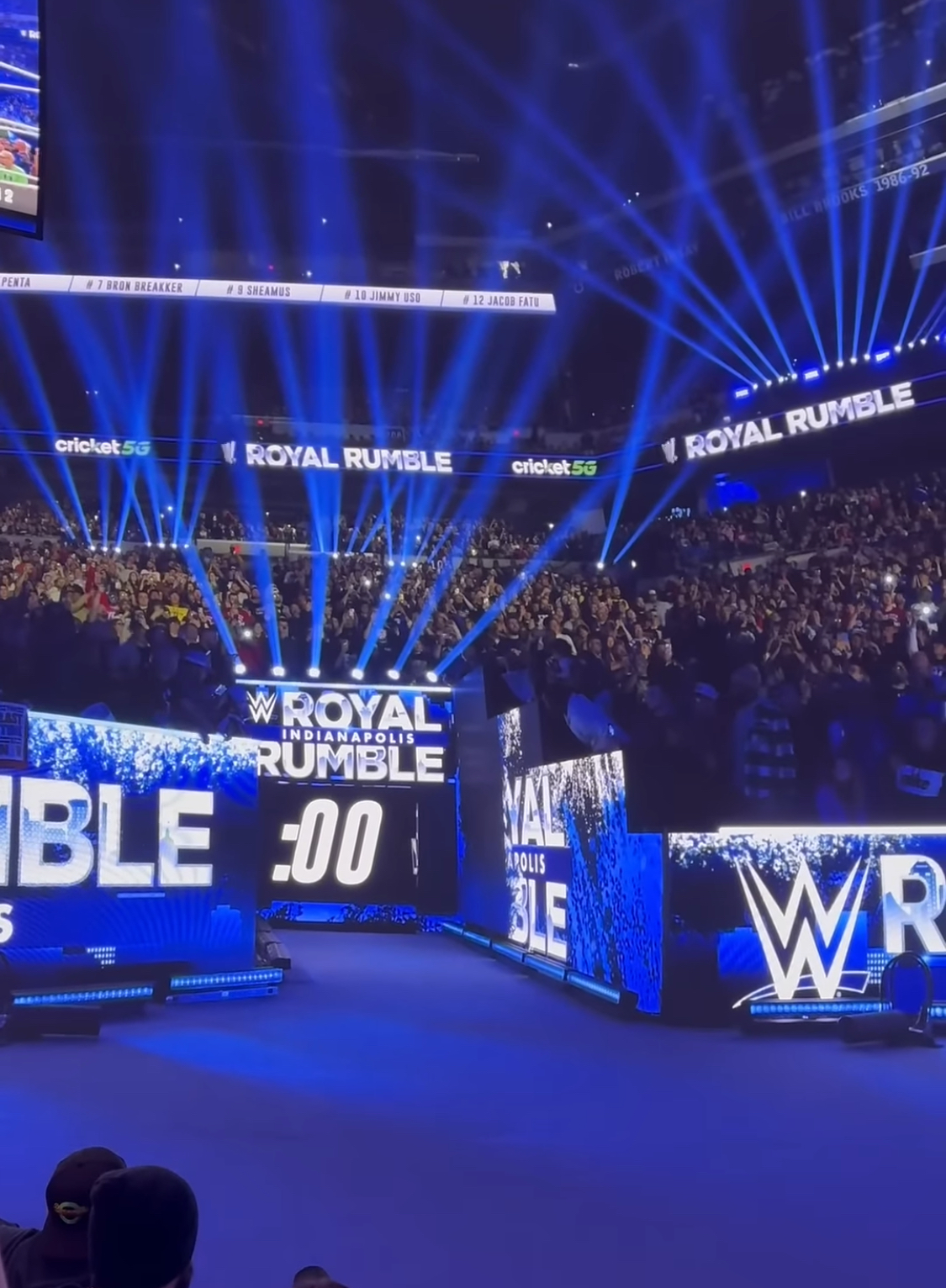
Palco do Royal Rumble.

| Papel:                    | Nome:             |
| ------------------------- | ----------------- |
| Comentaristas em inglês   | Michael Cole      |
| Comentaristas em inglês   | Pat McAfee        |
| Comentaristas em inglês   | Wade Barrett      |
| Comentaristas em espanhol | Marcelo Rodríguez |
| Comentaristas em espanhol | Jerry Soto        |
| Anunciadora de ringue     | Alicia Taylor     |
| Árbitros                  | Danilo Anfibio    |
| Árbitros                  | Shawn Bennett     |
| Árbitros                  | Jessika Carr      |
| Árbitros                  | Dan Engler        |
| Árbitros                  | Daphanie LaShaunn |
| Árbitros                  | Eddie Orengo      |
| Árbitros                  | Chad Patton       |
| Árbitros                  | Charles Robinson  |
| Árbitros                  | Ryan Tran         |
| Árbitros                  | Rod Zapata        |
| Entrevistadores           | Cathy Kelley      |
| Entrevistadores           | Byron Saxton      |
| Painel do pré-show        | Jackie Redmond    |
| Painel do pré-show        | Big E             |
| Painel do pré-show        | Joe Tessitore     |
| Painel do pré-show        | Peter Rosenberg   |
| Painel do pré-show        | Bubba Ray Dudley  |

### Lutas preliminares

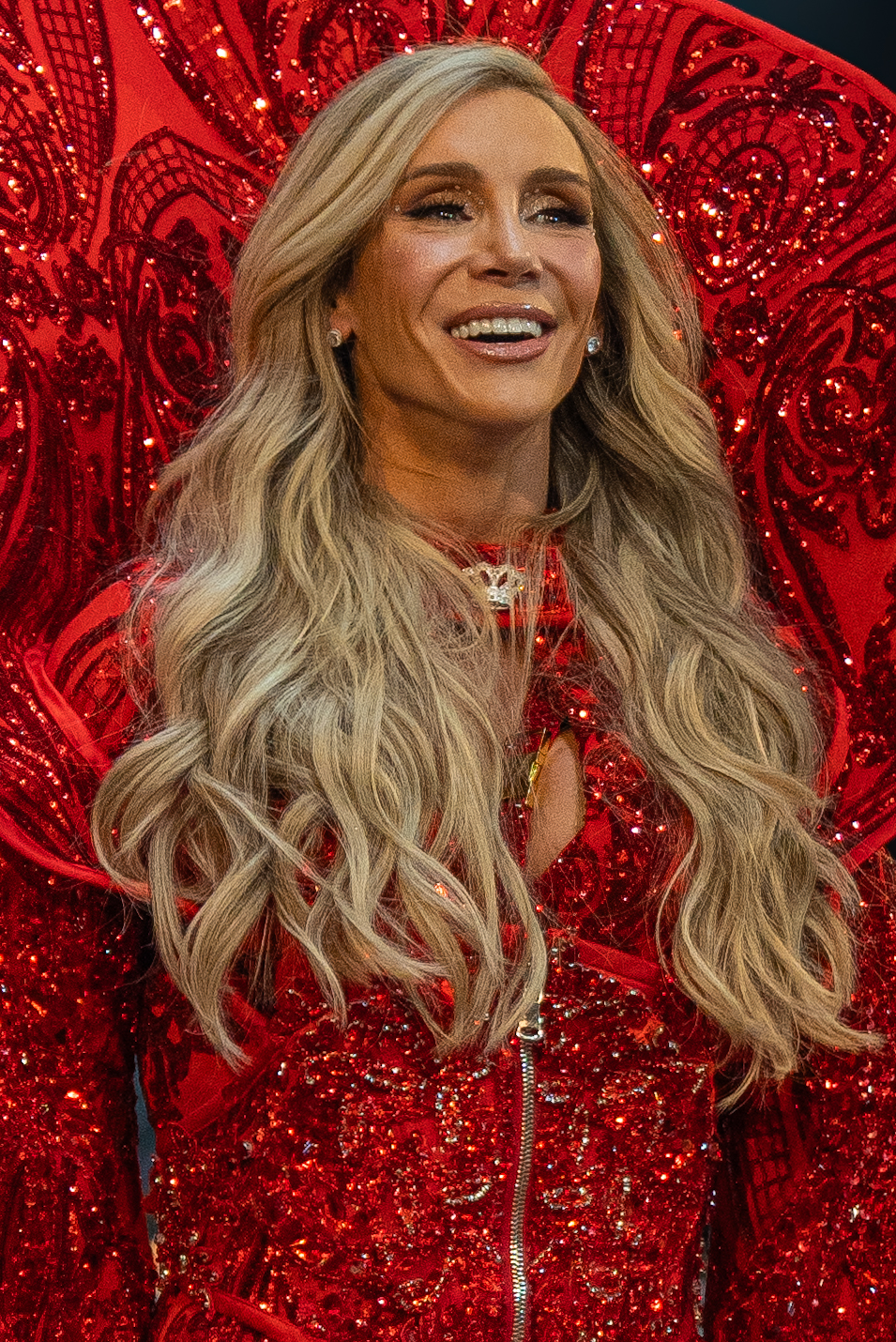
Charlotte Flair se tornou a primeira mulher a vencer múltiplos Royal Rumbles após sua segunda vitória na luta Royal Rumble feminina de 2025.

O pay-per-view abriu com a luta Royal Rumble feminina. Iyo Sky e Liv Morgan começaram o combate. Várias participantes vindas do NXT também marcaram presença na luta, incluindo Roxanne Perez (#3), Lash Legend (#9), Jaida Parker (#16), Stephanie Vaquer (#24) e a campeã feminina do NXT, Giulia (#28). Também estiveram no combate as duas campeãs femininas não mundiais; a campeã intercontinental feminina, Lyra Valkyria, (#4) e a campeã feminina dos Estados Unidos, Chelsea Green (#5). Jordynne Grace, que acabara de assinar um contrato plurianual com a WWE, entrou na luta como #19. Houve vários retornos; Alexa Bliss (#21), Trish Stratus (#25), Charlotte Flair (#27) e Nikki Bella (#30). Nia Jax (#29) eliminou o maior número de concorrentes, eliminando nove; Sky, Morgan, Bianca Belair (#10), Naomi (#15), Zelina Vega (#22), Vaquer, Stratus, Raquel Rodriguez (#26) e Bella. As quatro finalistas foram Flair, Bella, Perez e Jax. Jax eliminou Bella antes de ser eliminada por Flair. Charlotte eliminaria Perez para vencer a luta, ganhando uma luta pelo título mundial na WrestleMania e se tornando a primeira mulher a vencer dois combates Royal Rumble. Perez estabeleceu o recorde de maior tempo em uma luta Rumble feminina, com 1:07:47.
Em seguida, #DIY (Tommaso Ciampa e Johnny Gargano) defendeu o Campeonato de Duplas da WWE contra os Motor City Machine Guns (Alex Shelley e Chris Sabin) em uma luta de duas quedas. DIY sofreu a primeira queda após Ciampa derrotar Shelley com uma joelhada. Os Guns empataram a disputa quando Shelley derrotou Gargano após o "Skull and Bones". Quando os Guns se preparavam para aplicar o "Skull and Bones" novamente, duas figuras encapuzadas apareceram, causando uma distração. Isso permitiu que DIY aplicasse o "Meet in the Middle", e Ciampa fez o pin em Shelley para reter o título. Após a luta, os Street Profits (Angelo Dawkins e Montez Ford) se revelaram como as figuras encapuzadas e desafiaram as duas equipes.
Na penúltima luta, Cody Rhodes defendeu o Campeonato Indiscutível da WWE contra Kevin Owens em uma luta de escadas. Durante o combate, Owens tentou um Package Piledriver, mas Rhodes contra-atacou, derrubando Owens em uma escada. Owens, então, aplicou um Fisherman's Buster Suplex em Rhodes sobre uma escada dentro do ringue, deixando ambos os lutadores completamente fora de combate enquanto os oficiais e Sami Zayn correram para verificar como eles estavam. Apesar disso, os dois continuaram lutando. Em determinado momento, Owens tentou outro Package Piledriver na mesa de comentaristas, mas Rhodes rebateu, conduzindo Owens através de uma escada em ponte com um Alabama Slam. Por fim, Cody subiu a escada e desenganchou o campeonato, retendo o título.

### Evento principal

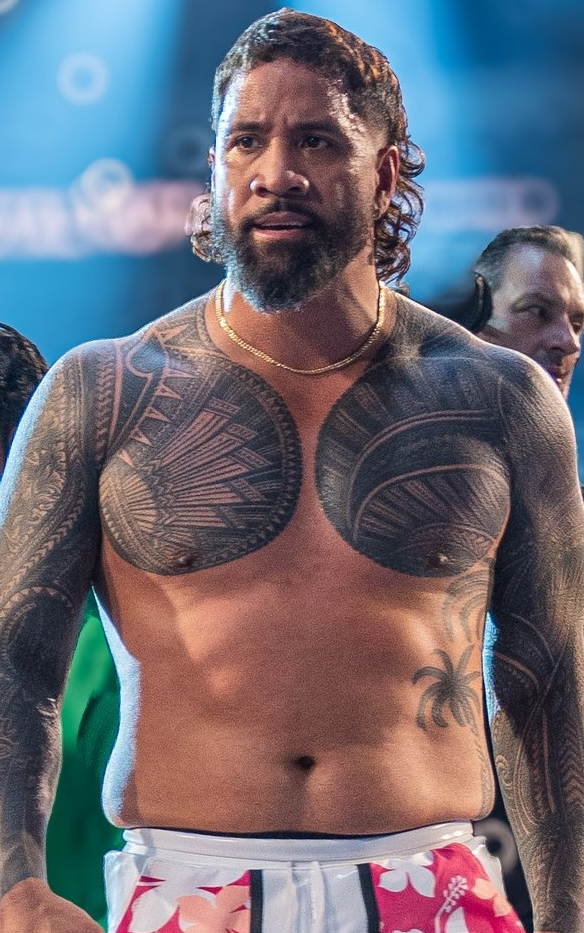
Jey Uso venceu a luta Royal Rumble masculina de 2025.

O evento principal foi a luta Royal Rumble masculina. Rey Mysterio e Penta iniciaram o combate. Akira Tozawa entrou em #8, mas foi atacado por Carmelo Hayes (#4), que já havia sido eliminado e foi carregado para fora sem poder competir, sendo substituído por IShowSpeed. Speed entrou no combate, mas foi atingido por um spear do campeão intercontinental, Bron Breakker (#7), e rapidamente foi eliminado. O campeão mundial da TNA, Joe Hendry, fez uma aparição surpresa como participante em #15. Roman Reigns entrou em #16 e, em sequência, eliminou Breakker, Sheamus (#9), Hendry e The Miz (#14). Drew McIntyre entrou em #17 e o campeão dos Estados Unidos, Shinsuke Nakamura, entrou em #19. AJ Styles fez seu retorno de lesão em #21. Braun Strowman entrou em #22, seguido por Jacob Fatu (#12). Strowman eliminaria Fatu antes de ser eliminado por John Cena, que entrou em #23. Com Reigns e Cena se enfrentando no ringue, CM Punk entrou em #24 e iniciou um confronto triplo até que Seth “Freakin” Rollins entrou em #25. Logan Paul foi o participante final, entrando em #30. Com todos caídos no ringue, Reigns e Rollins tentaram se eliminar quando Punk apareceu por trás e eliminou os dois. Os quatro finalistas foram Punk, Cena, Paul e Jey Uso (#20). Punk foi eliminado por Paul. Rollins aplicou um Curb Stomp em Reigns e começou a atacar Punk enquanto os oficiais tentavam separar os três. Rollins deu um segundo Curb Stomp em Reigns nos degraus de aço antes de sair do ringue. Enquanto Cena tentava o Attitude Adjustment em Paul, Jey surpreendeu com um Superkick, derrubando Paul. Em seguida, Cena conseguiu prender Paul sobre a corda, eliminando-o da luta. A tensão aumentou quando Cena e Jey começaram a brigar, com os dois indo para a quina do ringue após passarem pela corda superior. Jey desferiu outro Superkick em Cena, que resistiu ao golpe. Cena então tentou aplicar o Attitude Adjustment, mas Jey conseguiu aterrissar primeiro no ringue. Com um golpe decisivo, Jey derrubou Cena da quina do ringue, garantindo a vitória e conquistando uma oportunidade pelo título mundial na WrestleMania.

## Após o evento
Durante o pós-show do Royal Rumble, John Cena anunciou que participaria da luta masculina do Elimination Chamber no Elimination Chamber: Toronto, pois seria sua última chance de competir por um título mundial no evento principal da WrestleMania.

### Raw
Após aparecer tanto no Raw quanto no SmackDown na semana seguinte para tomar sua decisão, o vencedor da luta masculina do Royal Rumble de 2025, Jey Uso, foi atacado pelo campeão mundial dos pesos pesados Gunther no episódio de 10 de fevereiro do Raw. Uso, então, declarou que enfrentaria Gunther pelo Campeonato Mundial dos Pesos Pesados do Raw na WrestleMania 41, configurando uma revanche do Saturday Night's Main Event XXXVIII.

### SmackDown
Após aparecer nos episódios da semana seguinte do Raw, NXT e SmackDown, a vencedora da luta feminina do Royal Rumble de 2025, Charlotte Flair, confrontou Tiffany Stratton após a defesa de título desta última no episódio de 14 de fevereiro do SmackDown e anunciou que escolheu desafiar Stratton pelo Campeonato Feminino do SmackDown na WrestleMania 41.

## Resultados
| Nº                                          | Resultados | Estipulações | Tempo   |
| ------------------------------------------- | --- | --- | ------- |
| 1                                           | Charlotte Flair venceu ao eliminar por último Roxanne Perez                                                      | Luta Royal Rumble de 30 lutadoras por uma luta por um título feminino na WrestleMania 41 Flair tinha a opção entre o Campeonato Mundial Feminino do Raw e o Campeonato Feminino da WWE do SmackDown.           | 1:10:20 |
| 2                                           | #DIY (Johnny Gargano e Tommaso Ciampa) (c) derrotou Motor City Machine Guns (Alex Shelley e Chris Sabin) por 2-1 | Luta de duas quedas pelo Campeonato de Duplas da WWE | 14:00   |
| 3                                           | Cody Rhodes (c) derrotou Kevin Owens                                                                             | Luta de escadas pelo Campeonato Indiscutível da WWE O cinturão do título “Indiscutível” e o cinturão “Winged Eagle” estavam suspensos acima do ringue.                                                         | 25:05   |
| 4                                           | Jey Uso venceu ao eliminar por último John Cena                                                                  | Luta Royal Rumble de 30 lutadores por uma luta por um título mundial na WrestleMania 41 Uso tinha a opção entre o Campeonato Mundial dos Pesos Pesados do Raw e o Campeonato Indiscutível da WWE do SmackDown. | 1:20:15 |
| (c) – Refere-se aos campeões antes da luta. | | |         |

### Entradas e eliminações da lutaRoyal Rumblefeminina
– Raw
     – SmackDown
     – NXT
     – Hall da Fama (HOF)
     – Agente livre
     – Vencedora
| Número | Entrada          | Marca/Status | Ordem | Eliminada por          | Tempo   | Eliminações |
| ------ | ---------------- | ------------ | ----- | ---------------------- | ------- | ----------- |
| 1      | Iyo Sky          | Raw          | 21    | Nia Jax                | 1:06:45 | 1           |
| 2      | Liv Morgan       | Raw          | 24    | Nia Jax                | 1:07:00 | 2           |
| 3      | Roxanne Perez    | NXT          | 29    | Charlotte Flair        | 1:07:47 | 1           |
| 4      | Lyra Valkyria    | Raw          | 2     | Ivy Nile               | 16:13   | 0           |
| 5      | Chelsea Green    | SmackDown    | 9     | Piper Niven            | 26:52   | 2           |
| 6      | B-Fab            | SmackDown    | 1     | Chelsea Green          | 07:20   | 0           |
| 7      | Ivy Nile         | Raw          | 3     | Maxxine Dupri          | 16:29   | 1           |
| 8      | Zoey Stark       | Raw          | 5     | Bianca Belair e Naomi  | 16:58   | 1           |
| 9      | Lash Legend      | NXT          | 8     | Chelsea Green          | 17:22   | 0           |
| 10     | Bianca Belair    | SmackDown    | 23    | Nia Jax                | 49:17   | 1           |
| 11     | Shayna Baszler   | Raw          | 6     | Bayley                 | 10:12   | 1           |
| 12     | Bayley           | Raw          | 26    | Nikki Bella            | 46:59   | 1           |
| 13     | Sonya Deville    | Raw          | 7     | Iyo Sky                | 06:04   | 1           |
| 14     | Maxxine Dupri    | Raw          | 4     | Pure Fusion Collective | 01:20   | 1           |
| 15     | Naomi            | SmackDown    | 22    | Nia Jax                | 38:04   | 1           |
| 16     | Jaida Parker     | NXT          | 10    | Jordynne Grace         | 06:54   | 0           |
| 17     | Piper Niven      | SmackDown    | 14    | Charlotte Flair        | 24:10   | 1           |
| 18     | Natalya          | Raw          | 11    | Liv Morgan             | 17:14   | 0           |
| 19     | Jordynne Grace   | Agente livre | 15    | Giulia                 | 22:41   | 1           |
| 20     | Michin           | SmackDown    | 13    | Charlotte Flair        | 16:59   | 0           |
| 21     | Alexa Bliss      | Agente livre | 12    | Liv Morgan             | 11:01   | 0           |
| 22     | Zelina Vega      | SmackDown    | 16    | Nia Jax                | 18:04   | 0           |
| 23     | Candice LeRae    | SmackDown    | 17    | Trish Stratus          | 16:32   | 0           |
| 24     | Stephanie Vaquer | NXT          | 20    | Nia Jax                | 19:02   | 0           |
| 25     | Trish Stratus    | HOF          | 18    | Nia Jax                | 13:13   | 1           |
| 26     | Raquel Rodriguez | Raw          | 19    | Nia Jax                | 15:02   | 0           |
| 27     | Charlotte Flair  | SmackDown    | -     | Vencedora              | 15:04   | 4           |
| 28     | Giulia           | NXT          | 25    | Roxanne Perez          | 10:08   | 1           |
| 29     | Nia Jax          | SmackDown    | 28    | Charlotte Flair        | 08:13   | 9           |
| 30     | Nikki Bella      | HOF          | 27    | Nia Jax                | 03:04   | 1           |

### Entradas e eliminações da lutaRoyal Rumblemasculina
– Raw
     – SmackDown
     – TNA
     – Participante celebridade
     – Hall da Fama (HOF)
     – Agente livre
     – Vencedor
| Número | Entrada                  | Marca/Status | Ordem | Eliminado por              | Tempo | Eliminações |
| ------ | ------------------------ | ------------ | ----- | -------------------------- | ----- | ----------- |
| 1      | Rey Mysterio             | Raw/HOF      | 6     | Jacob Fatu                 | 24:41 | 0           |
| 2      | Penta                    | Raw          | 14    | Finn Bálor                 | 42:05 | 1           |
| 3      | Chad Gable               | Raw          | 5     | Jacob Fatu                 | 21:38 | 0           |
| 4      | Carmelo Hayes            | SmackDown    | 1     | Bron Breakker              | 06:59 | 0           |
| 5      | Santos Escobar           | SmackDown    | 2     | Bron Breakker              | 05:42 | 0           |
| 6      | Otis                     | Raw          | 3     | Bron Breakker e IShowSpeed | 09:43 | 1           |
| 7      | Bron Breakker            | Raw          | 12    | Roman Reigns               | 22:26 | 3           |
| 8      | IShowSpeed               | Celebridade  | 4     | Otis                       | 00:56 | 1           |
| 9      | Sheamus                  | Raw          | 10    | Roman Reigns               | 15:38 | 0           |
| 10     | Jimmy Uso                | SmackDown    | 13    | Jacob Fatu                 | 15:43 | 0           |
| 11     | Andrade                  | SmackDown    | 7     | Jacob Fatu                 | 03:17 | 0           |
| 12     | Jacob Fatu               | SmackDown    | 16    | Braun Strowman             | 24:16 | 4           |
| 13     | Ludwig Kaiser            | Raw          | 8     | Penta                      | 00:06 | 0           |
| 14     | The Miz                  | SmackDown    | 9     | Roman Reigns               | 05:25 | 0           |
| 15     | Joe Hendry               | TNA/NXT      | 11    | Roman Reigns               | 03:35 | 0           |
| 16     | Roman Reigns             | SmackDown    | 26    | CM Punk                    | 37:15 | 4           |
| 17     | Drew McIntyre            | Raw          | 21    | Damian Priest              | 26:55 | 0           |
| 18     | Finn Bálor               | Raw          | 18    | John Cena                  | 11:10 | 1           |
| 19     | Shinsuke Nakamura        | SmackDown    | 15    | Jey Uso                    | 03:17 | 0           |
| 20     | Jey Uso                  | Raw          | —     | Vencedor                   | 36:59 | 3           |
| 21     | AJ Styles                | SmackDown    | 24    | Logan Paul                 | 21:02 | 1           |
| 22     | Braun Strowman           | SmackDown    | 17    | John Cena                  | 02:12 | 1           |
| 23     | John Cena                | Agente livre | 29    | Jey Uso                    | 30:31 | 3           |
| 24     | CM Punk                  | Raw          | 27    | Logan Paul                 | 18:46 | 2           |
| 25     | Seth "Freakin" Rollins   | Raw          | 25    | CM Punk                    | 17:14 | 0           |
| 26     | "Dirty" Dominik Mysterio | Raw          | 19    | Damian Priest              | 04:09 | 0           |
| 27     | Sami Zayn                | Raw          | 20    | Jey Uso                    | 05:22 | 0           |
| 28     | Damian Priest            | SmackDown    | 22    | LA Knight                  | 06:14 | 2           |
| 29     | LA Knight                | SmackDown    | 23    | AJ Styles                  | 05:06 | 1           |
| 30     | Logan Paul               | Raw          | 28    | John Cena                  | 11:19 | 2           |